# Guelatao de Juárez
Guelatao de Juárez là một đô thị thuộc bang Oaxaca, Mexico. Năm 2005, dân số của đô thị này là 476 người.